# 立野車站 (熊本縣)
立野車站（日语：／ Tateno eki */?）是一位於日本熊本縣阿蘇郡南阿蘇村立野1576番地、由九州旅客鐵道（JR九州）與南阿蘇鐵道共用的鐵路車站。立野車站是橫貫九州島中部的豐肥本線（又暱稱為「阿蘇高原線」）與第三部門地方鐵路業者南阿蘇鐵道所屬之高森線的交會車站，該站也是日本全國少數幾個擁有折返線（Switchback）的車站之一。

## 概要
JR九州與南阿蘇鐵道在立野車站站區內擁有各自的站房，其中JR部分配置有一座島式月台、兩條乘車線。南阿蘇鐵道雖然並沒有直接與JR共用月台，但該公司的月台其實與JR的站房設施相接，東端為南阿蘇鐵道的乘車月台與站房設施，西端為JR的房設施，此月台中央設有指示牌說明兩側所屬的公司不同，兩邊相隔間距約20公尺。
由西北方向（熊本方向）進入本站的豐肥本線在過了車站月台的中段後直接就變成南阿蘇鐵道高森線的軌道，反而是要繼續行駛豐肥本線的列車，必須在進入立野車站後倒車出站，並且在車站西北側不遠的道岔處改行偏北的岔線（偏南的岔線則是原本往熊本方向的路線），進入一條車輛留置線之後，再次倒車，並再次遇到另一個道岔轉走更偏北側的岔路之後，才會完全進入駛往大分方向的豐肥本線正線，而變成一個「之」字形的折返式路線。

## 車站結構
JR是島式月台1面2線的地面車站。站舍與月台以站內平交道聯絡。
南阿蘇鐵道是側式月台1面1線的地面車站。曾經是島式月台1面2線。

### 月台配置
| 月台           | 路線              | 目的地             |
| -------------- | ----------------- | ------------------ |
| 南阿蘇鐵道月台 | ■高森線           | 高森方向           |
| JR月台 1       | ■豐肥本線（上行） | 肥後大津、熊本方向 |
| JR月台 2       | ■豐肥本線（下行） | 阿蘇、大分方向     |

## 相鄰車站
九州旅客鐵道
豐肥本線
■特急「九州橫斷特急」
肥後大津－立野－赤水
■普通
瀨田－立野－赤水
南阿蘇鐵道
高森線
立野－長陽

## 圖片集

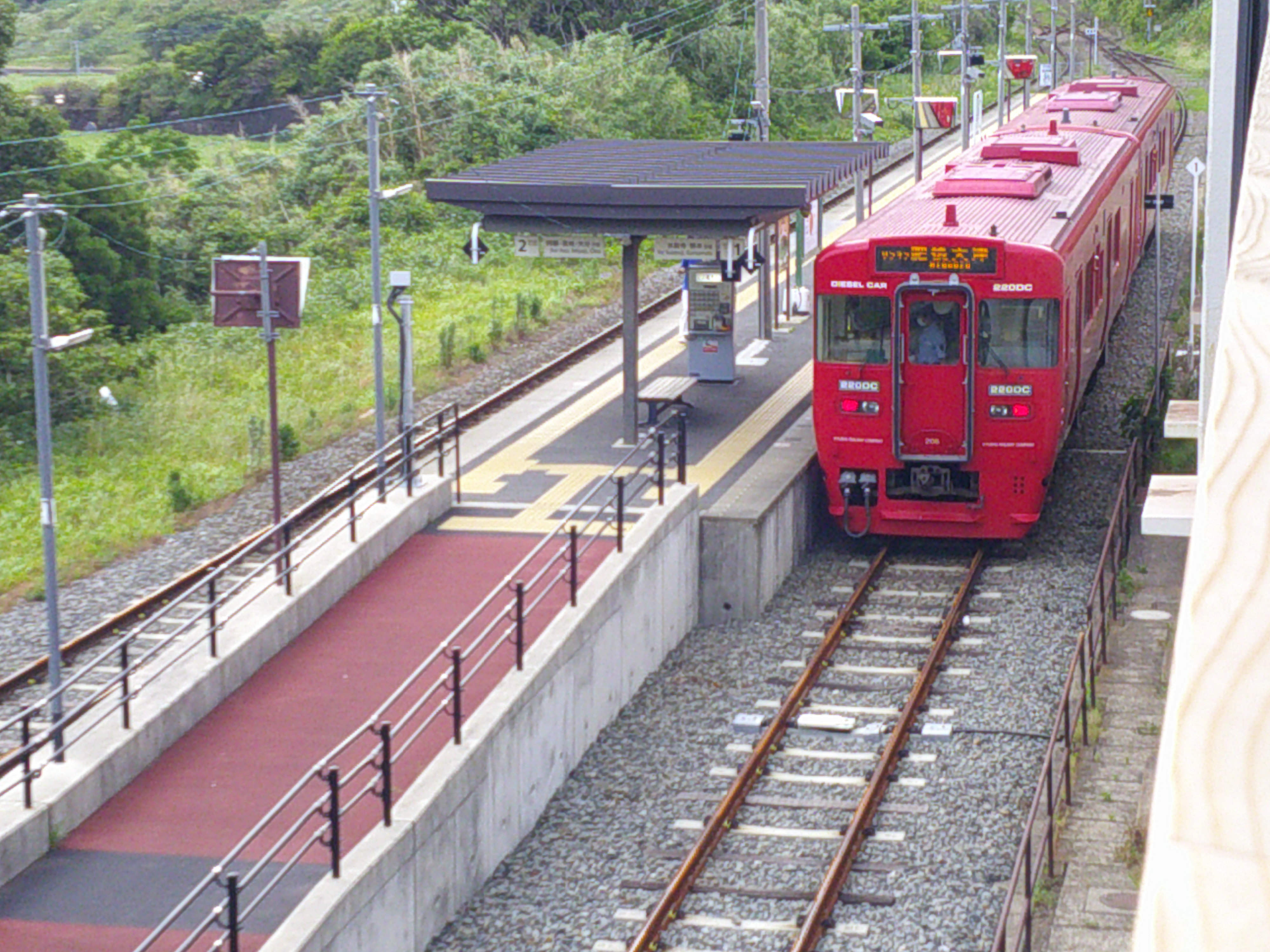
JR月台(2023年5月)
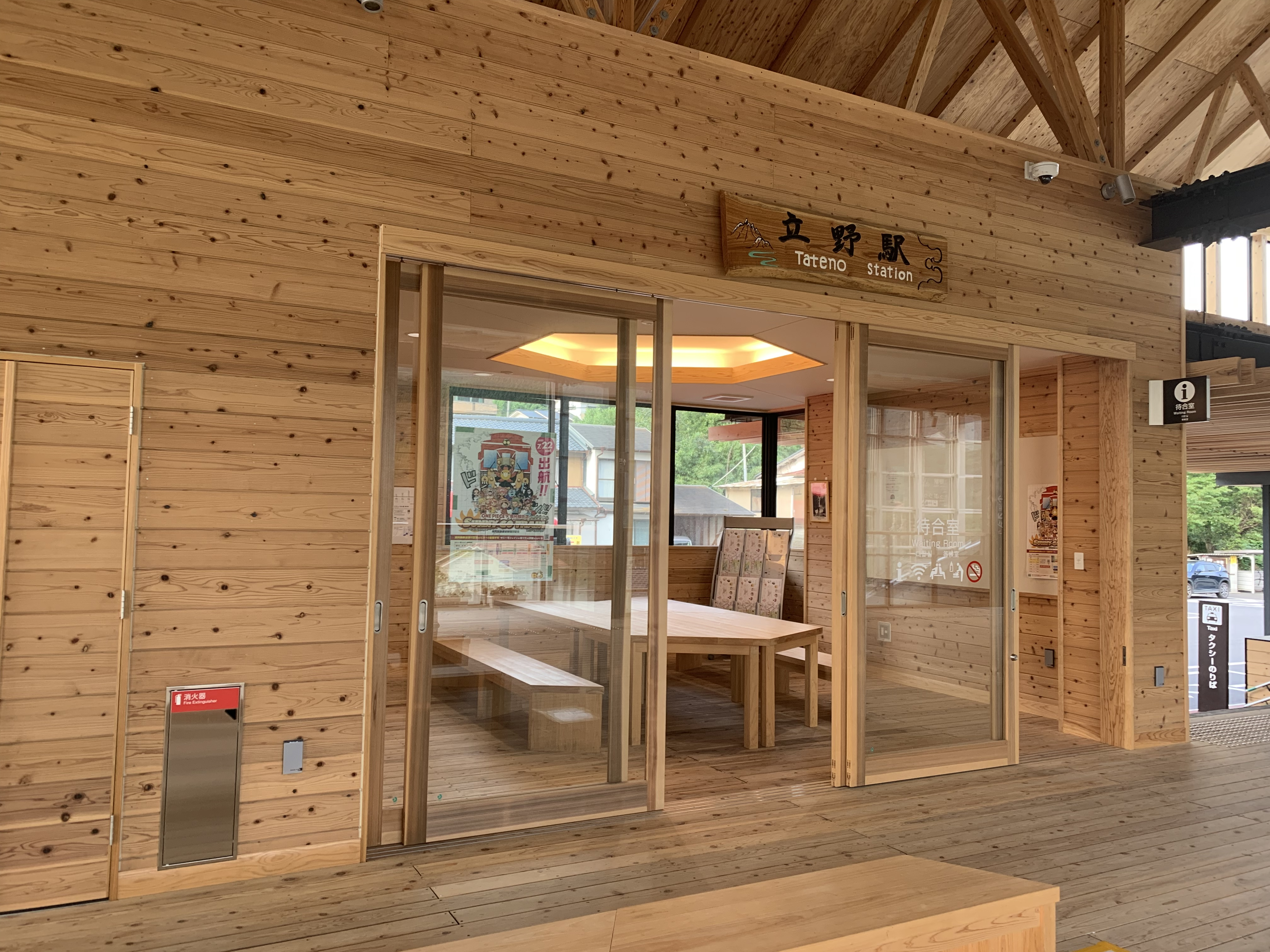
候車室内(2023年8月)
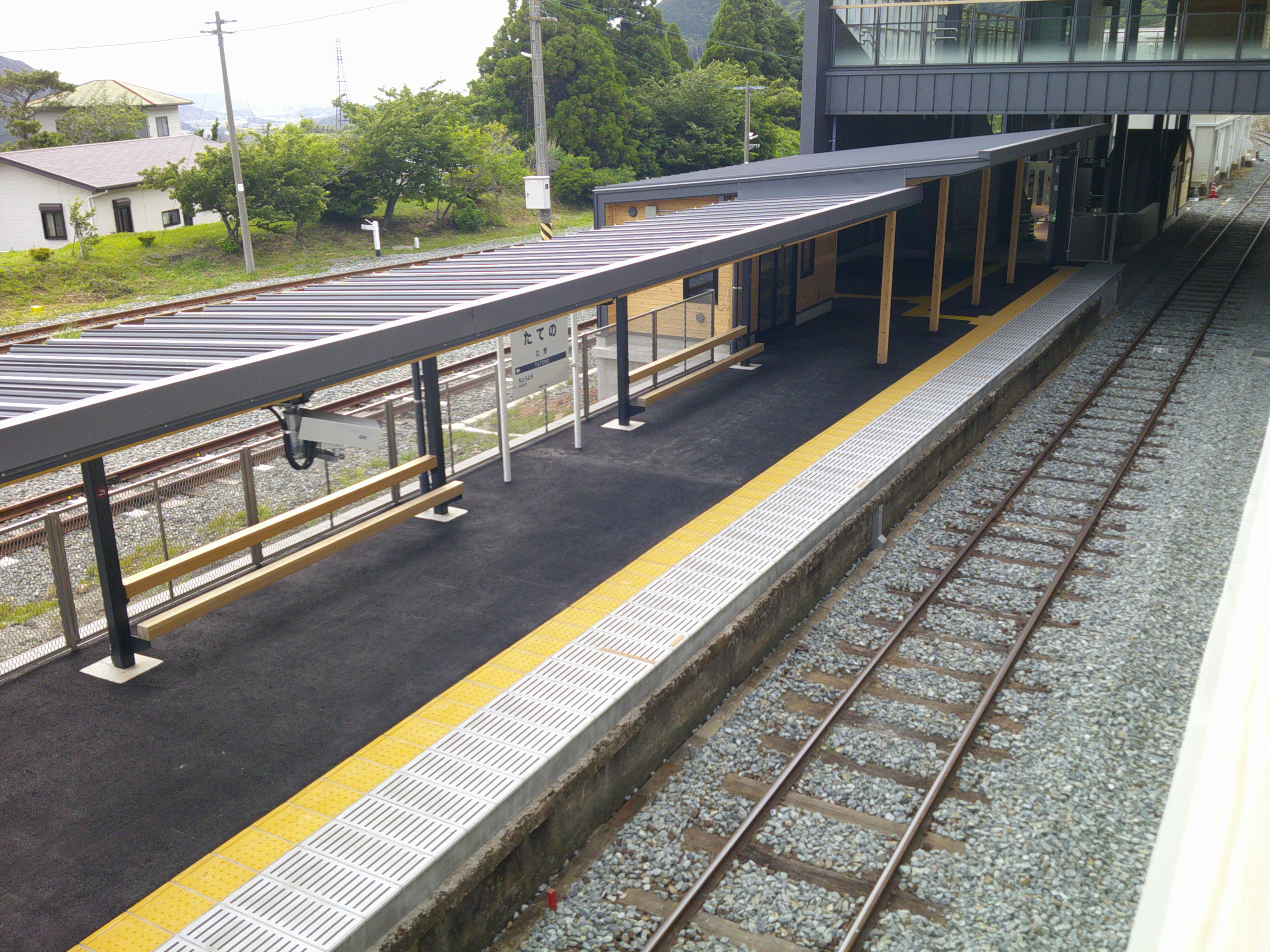
南阿蘇鐵道月台(2023年5月)

## 外部連結
- JR九州 – 立野車站 （页面存档备份，存于）（日語）
- 南阿蘇鐵道 – 立野車站 （页面存档备份，存于）（日語）

32°52′40″N 130°57′55″E / 32.87778°N 130.96528°E
1. 1 2 3  . 週刊朝日百科. 38号 大分駅・由布院駅・田主丸駅ほか. 朝日新聞出版. 2013-05-12: 24.
2. ↑  國鐵時代是0號月台